# خوزه الفردو لوپز
خوزه الفردو لوپز (انگلیسی: José Alfredo López; ۲۴ ژانویهٔ ۱۸۹۷ – ۱۰ مارس ۱۹۶۹) بازیکن فوتبال اهل آرژانتین بود.
از باشگاه‌هایی که در آن بازی کرده‌است می‌توان به باشگاه فوتبال بوکا جونیورز اشاره کرد.
وی همچنین در تیم ملی فوتبال آرژانتین بازی کرده‌است.